# Idaea contravalida
Idaea contravalida är en fjärilsart som beskrevs av Inoue 1982. Idaea contravalida ingår i släktet Idaea och familjen mätare. Inga underarter finns listade i Catalogue of Life.